# ЦКУД Лепа Радић Градишка
Централно културно-умјетничко друштво „Лепа Радић“ из Градишке представља удружење грађана који су окупљени око заједничког циља да његују и одржавају културну баштину и традиционалне облике народне културе.
Скраћени назив Друштва је: ЦКУД „Лепа Радић“ Градишка
Друштво ради на основу Закона о удружењима и фондацијама Републике Српске, Статута Друштва и других аката.
Током 7 деценија историје, овај КУД су погодиле 3 велике пошасти: грађански рат, пандемија коронавируса и градоначeлник Градишке Зоран Аџић.

## Циљеви Друштва
Друштво представља удружење грађана који организовано дјелују на културно-умјетничком плану са циљем да:
- Његују и развијају пријатељство и солидарност међу људима,
- Развијају своје радне навике и способности,
- Развијају етичке и естетске вриједности друштва,
- Јачају свијест о колективном раду и колективној одговорности,
- Његују и одржавају културну баштину и традиционалне облике народне културе.

## Задаци Друштва
Задаци Друштва су сљедећи:
- Активно ради на чувању и јавном извођењу традиционалних облика народне културе и умјетности,
- Ствара могућности својим чалновима да се баве свим облицима културно-умјетничке дјелатности који постоји у оквирима Друштва,
- Ствара могућности својим члановима да се, сходно својим интересовањима и могућностима, упознаје са културном баштином, а у складу са Програмом рада Друштва,
- Окупља грађање и ствара могућности да испољавају своје склоности и способности за бављење појединим видовима културно-умјетничког аматерског рада,
- Организује, припрема и изводи културно-умјетничке програме као и друге јавне наступе ансамбала, секција, група и појединаца,
- Кроз извођење програма и друге облике рада, етички и естетски уздиже своје чланове,
- Сарађује са другим сличним организацијама у остваривању заједничких програма,
- Одаје признања својим члановима и другим лицима и организацијама за њихов допринос развоју културно-умјетничког рада,
- Предлаже своје чланове или друга лица за додјелу признања од стране органа шире друштвено-политичке заједнице,
- Развија сарадњу са грађанима, а посебно омладином, из других крајева наше земље, односно аматерским и сличним организацијама и удружењима из других земаља, у циљу продубљивања и проширивања идеје зближавања људи,
- Обавља и друге послове од посебног интереса за ширу друштвено политичку заједницу, односно за културно-умјетнички аматеризам.

## Грб
Грб Друштва представља дио визуелног идентитета по ком је Друштво препознатљиво. Чине га: круг црвене боје у ком је ћириличним и латиничним писмом бијелом бојом исписан скраћени назив Друштва и то у полукругу у доњем дијелу, година „1973.“ у централном дијелу лијеве стране круга, у осталом дијелу круга налазе се иницијали Лепе Радић (Л, Р; L, R) обликовани тако да подсјећају на двоје који играју, такође су бијеле боје.

## Историјат
Босанска Градишка нема дугу традицију културно-просвјетне дјелатности која у вријеме турске управе готово и не постоји. По том плану, прве кораке чини аустроугарска управа, а озбљније их проширује Краљевина Југославија. Други свјетски рат прекида скоро сваку културну дјелатност. Међутим, након рата, ови простори доживљавају процват у смислу културно-забавног и просвјетног рада. Након 1945. године, између осталог, у Бос. Градишци се формирају многа културно-умјетничка друштва.
КУД „Лепа Радић“ своје прве почетке биљежи 1954. године када је основано као КУД "Браћа Рибар" Бос. Градишка. Од 1963. године носи име по Лепој Радић. Друштво се реорганизује и трансформише 1973. године. Даље наставља са радом под именом Лепе Радић — народног хероја родом са ових простора (Гашница). Успјешно дјеловање тече све до 1992. године када из објективних околности престаје са радом.
Након престанка рада, у неколико наврата, безуспјешно се покушава обновити рад Друштва. Поред више опција, коначно се 2013. године формирао Иницијативни одбор за обнову рада КУД-а „Лепа Радић“ на челу са Давором Симишићем. На самом почетку се одазвао значајан број старих чланова, као и велики број потпуно нових чланова. Конкретан корак је направљен 19. јуна 2013. године када је у циљу обнављања рада одржана Оснивачка скупштина Централног културно-умјетничког друштва „Лепа Радић“ из Градишке. Донесен је Оснивачки акт, Статут и изабрани су органи Друштва.
У тренутну обнављања рада централног КУД-а у Градишци егзистира 12 културно-умјетничких друштава. За веома кратко вријеме изграђују се капацитети који овај КУД на велика врата враћају у културно-умјетнички аматеризам града и државе. ЦКУД "Лепа Радић" Градишка послије 10 година од обнове рада представља једно од најозбиљнијих и најактивнијих удружења у Градишци и окружењу. У години обиљежавања јубилеја - 70 година од оснивања, КУД је од предсједника Републике Српске добио Орден Његоша, а Скупштина града је додјелила Захвалницу. На кају 2024. године, са 682 члана распоређена у 36 група, ово је убједљивои најбројнији КУД у Републици Српској.

## Сједиште
Друштво своје активности од оснивања проводи у школским и другим објектима, а од 1973. до 1980. године сједиште му је у Ђачком дому „Лепа Радић“. Затим прелази у новоотворени Дом културе, данашњи Културни центра, гдје ради све до 1992. године.
Данас КУД ради на више локација у Градишци, а сједиште Друштва је у Соклоском дому — Спомен парк слободе, Градишка.

## Рад
У КУД-у су биле организоване разне секције којима су руководили стручни људи. При друштву је формиран један од најбољих хорова у окружењу који је на многим фестивалима односио прве награде. Крајем 1980. године КУД формира и своје позориште које је изузетан успјех постигло са представом „Хасанагиница“. КУД током свог рада има изузетно добре оркестре који на најбољи начин доприносе квалитетном раду. Тамбурашки оркестар је 1984. године учествовао на отварању Зимских олимпијских игара у Сарајеву.
Фолклорни ансамбл током цијелог времена окупља многобројне талентоване играче што уз рад квалитетних кореографа доноси значајне резултате. Учествује на најзначајнијим смотрама тадашње Југославије, али путују и ван граница. Учествује у многобројним манифестација и ТВ емисијама од којих је најзначајније оно 1977. године у Новој Тополи на снимању тада веома познате емисије „Знање имање“.
Друштво се у свој највећем успону, осамдесетих година, сврстава у 10 најбољих друштава у СФРЈ. Добитник је и плакете поводом дана општине — 24. априла.

## Заслужни појединци
Све резултате и успјехе, Друштво дугује својим члановима и водећим људима који су с љубављу на најодговорнији начин водили друштво и тако доприносили културном уздизању и промоцији Градишке. Посебно се истичу:
| Предсједници    | Кореографи (у.р.) | Водитељи хора    | Редитељи           | Руководиоци оркестра |
| Душан Пешић     | Фазила Заимовић   | проф. Прица      | Хаџијусуфовић Рада | Јово Јерковић        |
| Слободан Рајлић | Мирко Муњеран     | Фарук Сеферовић  | Бешић Азиз         | Зијад Нешић          |
| Ферид Исланагић | Есад Шулић        | Жељко Кресојевић | Бешић Зинајда      | Зденко Павић         |
| Љиља Чергић     | .                 | .                | .                  | Амир Сараћ           |
| Зинајда Бешић   | .                 | .                | .                  | Зденко Валентић      |
| Есад Шулић      | .                 | .                | .                  | .                    |

## Органи
У складу са законом и Статутом, органи Друштва су: Скупштина, Управни одбор и Надзорни одбор. Предсједник Друштва представља и заступа Друштво, а по функцији је и предсједник Управног одбора.
| Предсједник Друштва | Управни одбор   | Надзорни одбор   | Скупштина | Предсједништво Скупштине |
| Давор Симишић       | Давор Симишић   | Котур Славица    | делегати  | Жељка Деспотовић         |
|                     | Јасминка Савчић | Мирјана Смиљанић |           | Давор Симишић            |
|                     | Драгана Стевић  | Срђан Малбашић   |           | Шобота Милана            |
|                     | Љубинка Мандић  |                  |           |                          |
|                     | Јоавана Ландуп  |                  |           |                          |

## Зашто „централно“
Друштво је у Градишци имало централну позицију у смислу чланства, очуванја народне традиције, фундуса ношњи и других средстава, квалитета рада и постигнутих резултата. Након двије деценије од гашења Друштва, Скупштина Друштва на обновитељској сједници заузима став да ће један од основних циљева у будућем раду бити враћање старе славе КУД-а те се у том смислу одредила „централно“ и у називу.